# Никитина, Валентина Петровна
Никитина Валентина Петровна (19 февраля 1918, Саратов — 25 августа 2003, там же) — советский и российский учёный-правовед, доктор юридических наук, профессор кафедры гражданского права Саратовской государственной академии права, специалист по гражданскому и семейному праву.

## Биография
Валентина Петровна Никитина родилась 19 февраля 1918 года в городе Саратове в семье железнодорожных рабочих.
- 1926 год — 1933 год — учёба в школе.
- 1933 год — 1937 год — учёба в Саратовском индустриальном техникуме.
- 1938 год — 1939 год — учёба в Саратовском юридическом институте имени Д. И. Курского. Прервала учёбу в институте и переехала с мужем в Читу.
- 1940 год — 1941 год — работа помощником прокурора в Чите.
- 1941 год — после призыва мужа на фронт вернулась в Саратов и продолжила учёбу в институте[1].
- 1941 год — 1948 год — работа судьёй Саратовского областного суда с совмещением учёбы в институте.
- 1943 год — окончание с отличием Саратовского юридического института имени Д. И. Курского.
- 1947 год — 1952 год — учёба в аспирантуре.
- 1947 год — 2003 год — последовательно работала преподавателем, доцентом, профессором кафедры гражданского права Саратовского юридического института имени Д. И. Курского.
- 1952 год — защита диссертации на соискание учёной степени кандидата юридических наук на тему «Вопросы возмещения вреда, причинённому имуществу колхозов».
- 1964 год — присвоено учёное звание доцента.
- 1977 год — защита диссертации на соискание учёной степени доктора юридических наук на тему «Правовые проблемы регулирования имущественных отношений в советской семье».
- 1981 год — присвоено учёное звание профессора.
- 1979 — 1981 годы — заведовала кафедрой советского права в Саратовском политехническом институте

В. П. Никитина неоднократно привлекалась к подготовке заключений на проекты законов, вносимых в Государственную Думу РФ, проектов постановлений Пленума Верховного суда РФ, проектов законов Саратовской областной думы. Ею опубликовано более 70 научных работ.
Умерла 25 августа 2003 года в городе Саратове.

## Некоторые публикации

### Авторефераты диссертаций
- Никитина В. П. Вопросы возмещения вреда, причиненного имуществу колхозов. Автореф. дис. … канд. юрид. наук. — Саратов: ИГП АН СССР, 1952. — 15 с.
- Никитина В. П. Правовые проблемы регулирования имущественных отношений в советской семье. Автореф. дис. … д-ра. юрид. наук. — Ленинград: Ленинградский университет им. А. А. Жданова, 1976. — 40 с.

### Монографии, учебные пособия
- Никитина В. П. Имущество супругов. — Саратов: Издательство СЮИ, 1975. — 77 с.
- Никитина В. П. Алименты по советскому семейному праву. Учебное пособие. — Саратов: Издательство СЮИ, 1967. — 135 с.
- Никитина В. П. Вопросы жилищного и коммунального законодательства. — Саратов: Издательство СГУ, 1964. — 123 с.
- Никитина В. П. Имущественные отношения в колхозном дворе. — Саратов: Издательство СЮИ, 1970. — 111 с.

### Статьи
- Демьяненко В. Н., Дуневич Л. Н., Нечецкий М. А., Никитина В. П., Рихтер Г. С. Ученые записки Харьковского юридического института: Вып. VIII, 1957. — 188 с. (Рецензия) // Правоведение : научный журнал. — 1958. — № 3. — С. 137—142.
- Никитина В. П. Некоторые вопросы охраны прав матери и ребенка // Правоведение : научный журнал. — 1958. — № 3. — С. 95—98.
- Антипов Н. П., Калмыков Ю. Х., Константинова В. С., Максименко С. Т., Никандров Г. Н., Никитина В. П., Рамзаев П. В., Тархов В. А. Базарбаев Б. Б. и др. Советское гражданское право Казахской ССР/ Б. Б. Базарбаев, Ю. Г. Басин, А. И. Беспалова, М. А. Ваксберг, У. К. Ихсанов, М. Г. Масевич, С. И. Меерзон, Г. И. Тулеугалиев. — Алма-Ата, 1968—1971. — 692 с. (Рецензия) // Правоведение : научный журнал. — 1972. — № 6. — С. 144—146.
- Никитина В. П. Об охране прав матери и ребенка // Ученые записки. Ученые записки Саратовского юридического института. Вып. 7 : сборник. — Саратов: Издательство СЮИ, 1959. — С. 14—33.
- Никитина В. П. Советское гражданское право и некоторые вопросы продовольственной программы // Гражданское право и экономика : сборник. — М.: Издательство ИГП АН СССР, 1985. — С. 111—115.